# 尉迟曜
尉迟曜（?—?），于阗国王，尉迟珪之子。
于阗国王尉迟胜的弟弟，任左监门卫率叶护。唐肃宗至德年间，尉迟胜听说安禄山谋反，命尉迟曜行于阗国事，自率领五千军马赴难。乾元三年（760年），唐肃宗以尉迟曜为太仆员外卿、同四镇节度副使，权知本国事。唐代宗广德年间，尉迟胜请留长安宿卫，把王位让弟弟尉迟曜。大历二年（于阗地区仍用永泰三年，767年）敕使才抵达于阗，尉迟曜正式即位为王。787年，尉迟曜请立尉迟胜的儿子尉迟锐即位，尉迟胜上表力辞。和田出土的《唐贞元十四年闰四月四日典史怀□牒》，说明在798年于阗依然是唐朝的藩臣，用唐朝的年号。出土的801年、802年的文物，汉文纪年为“巳年”和“午年”，于阗王纪年为第35年和36年，不用唐朝年号，说明798－801年之间，于阗已经被吐蕃占领，而尉迟曜的在位时间在802年之后才结束。